# Nocloa ezeha
Nocloa ezeha là một loài bướm đêm trong họ Noctuidae.